# Jáchymovská hornatina
Jáchymovská hornatina je geomorfologický okrsek ve střední části Krušných hor. Je součástí geomorfologického podcelku Klínovecká hornatina a zasahuje do okresů Karlovy Vary a Chomutov. Rozloha okrsku je 239,4 km².

## Poloha a sídla
Na severu je hranice uměle vymezena státní hranicí s Německem. Na východě ji tvoří údolí Malodolského potoka a linie sídel Dolní Halže, Kovářská a České Hamry. Na jihu probíhá od Smilova okolo Pekelské skály k Osvinovu, Hornímu Hradu a dále přes Maroltov, Vykmanov, Horní Žďár, Hluboký až k Hroznětínu, kde se stočí na sever k Merklínu. Na západě hranice prochází údolím Bystřice a za Horní Blatnou údolím Blatenského potoka.

## Geologie
V Jáchymovské hornatině převažují silně zvrásněné horniny krušnohorského krystalinika z období mladších starohor až spodních prvohor (svory, svorové ruly, ortoruly a fylity). Místy se v nich vyskytují vložky kvarcitů, amfibolitů, lamprofyrů a porfyrů. Ve třetihorách došlo k sopečným výlevům, které se projevují jako vyvýšeniny, z nichž největší je Božídarský Špičák.

## Geomorfologie

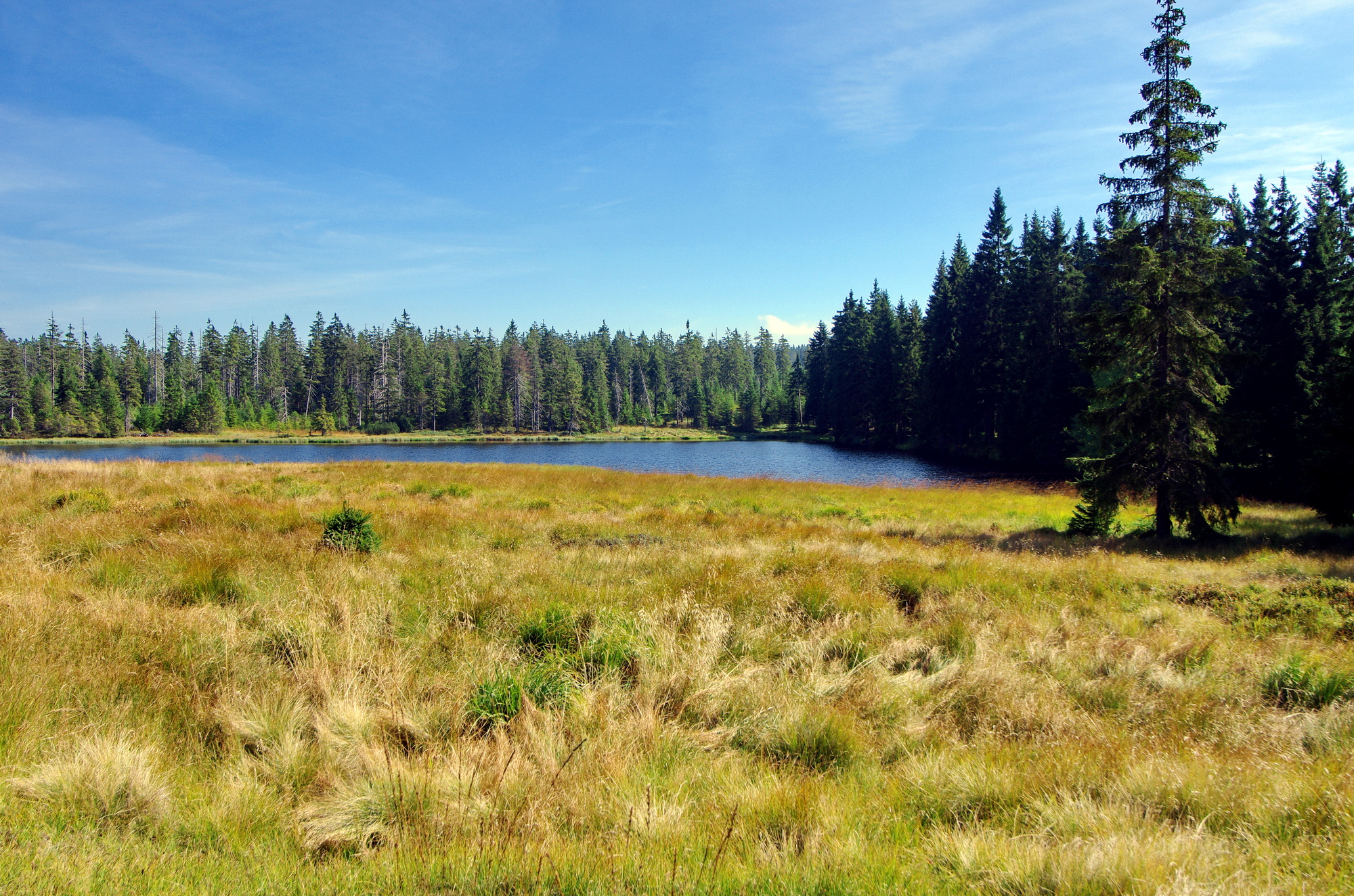
Božídarské rašeliniště

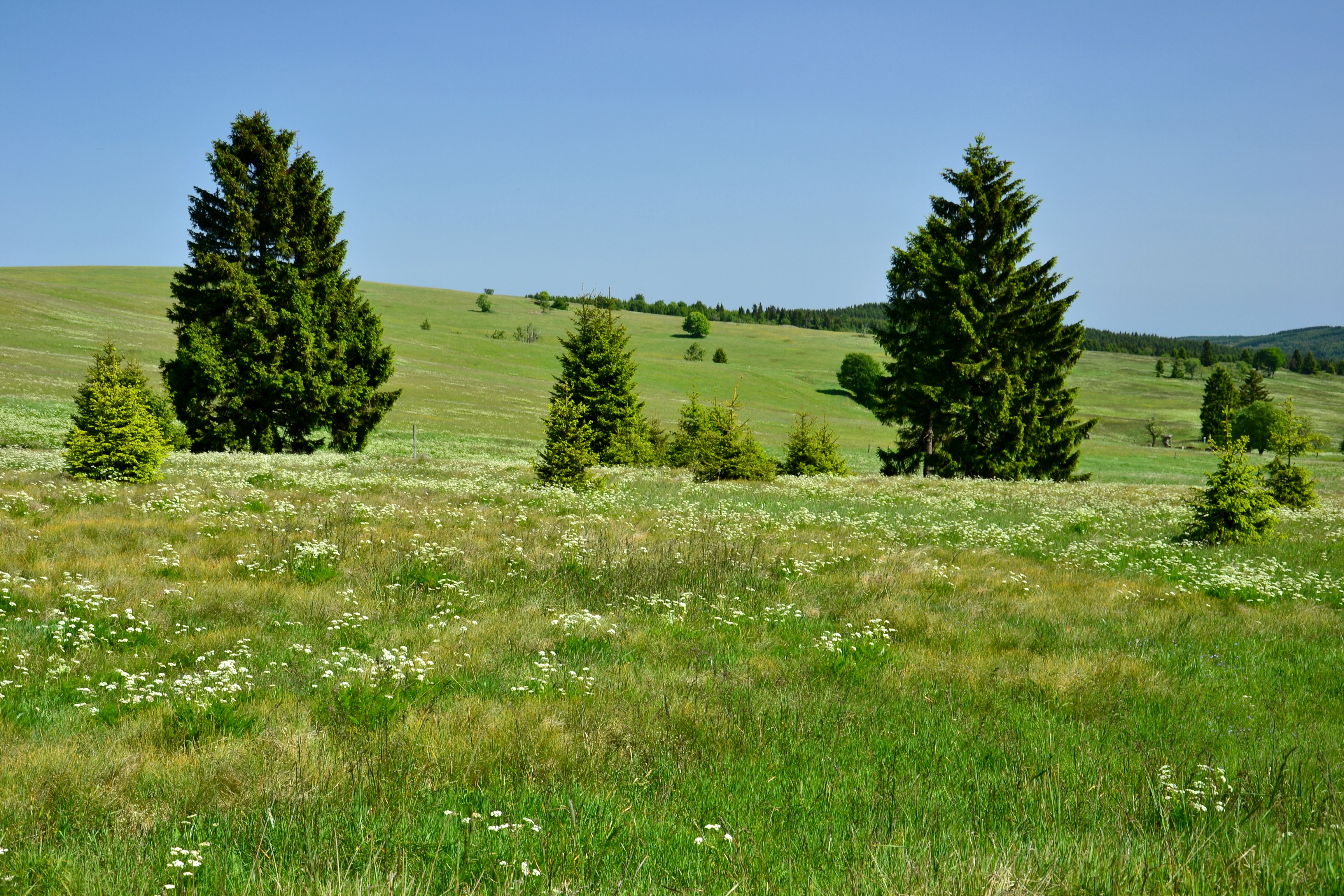
Horská louka u Háje

Okrsek představuje nejvyšší část Krušných hor a tvary povrchu v něm lze rozdělit do dvou oblastí. Jsou to mírně zvlněné náhorní plošiny s projevy periglaciálního zvětrávání a prudké jihovýchodní svahy rozčleněné údolími vodních toků. Výška svahů dosahuje až 600 metrů.
Jáchymovská hornatina je také charakteristická výskytem malých tvarů reliéfu, které jsou pozůstatkem historického dolování rud (štoly, odvaly). Na vrcholových plošinách se zachovala rozsáhlá rašeliniště.
V geomorfologickém členění Česka má okrsek označení IIIA-2A-2. V rámci Krušných hor sousedí na západě s okrskem Přebuzská hornatina a na východě s okrsky Přísečnická hornatina a Bolebořská vrchovina.
Na jihu hranice odděluje geomorfologické celky Sokolovská pánev (okrsek Ostrovská pánev) a Doupovské hory (okrsek Jehličenská hornatina).

### Významné vrcholy
Nejvyšším vrcholem Jáchymovské hornatiny je Klínovec (1244 m), který je zároveň nejvyšší horou celých Krušných hor. Další významné vrcholy jsou Božídarský Špičák (1116 m), Macecha (1114 m), Meluzína (1094 m), Nad Ryžovnou (1054 m), Blatenský vrch (1043 m) nebo Plešivec (1029 m).

## Ochrana přírody
Severní část okrsku zaujímá přírodní park Zlatý kopec a v jižní části se nachází přírodní park Stráž nad Ohří. Kromě nich zde bylo vyhlášeno několik maloplošných zvláště chráněných území:
- národní přírodní rezervace Božídarské rašeliniště
- přírodní rezervace Horská louka u Háje
- přírodní rezervace Ryžovna
- přírodní památka Vlčí jámy